# Alexandru-Cosmin Macovei
Alexandru-Cosmin Macovei (25 de septiembre de 1996) es un deportista rumano que compitió en remo. Ganó una medalla de bronce en el Campeonato Europeo de Remo de 2018, en la prueba de ocho con timonel.

## Palmarés internacional
| Campeonato Europeo | Campeonato Europeo    | Campeonato Europeo | Campeonato Europeo |
| Año                | Lugar                 | Medalla            | Prueba             |
| ------------------ | --------------------- | ------------------ | ------------------ |
| 2018               | Glasgow (Reino Unido) | Medalla de bronce  | Ocho con timonel   |